# Regina Rajchrtová
Regina Rajchrtová, verheiratet Kordová (* 5. Februar 1968 in Havlíčkův Brod) ist eine ehemalige tschechoslowakische Tennisspielerin.

## Karriere
Rajchrtová konnte während ihrer Karriere einen WTA-Doppeltitel gewinnen.
Für ihr Geburtsland nahm sie an den Olympischen Sommerspielen 1988 im Einzel in Seoul teil. Sie verlor ihre Erstrundenbegegnung gegen Leila Mes’chi mit 5:7 und 5:7.
Zwischen 1987 und 1991 spielte sie für die tschechoslowakische Fed-Cup-Mannschaft, für die sie fünf ihrer elf Partien gewann.

## Erfolge

### Einzel

#### Finalteilnahmen
| Nr. | Datum              | Turnier | Kategorie  | Belag | Finalgegnerin   | Ergebnis      |
| --- | ------------------ | ------- | ---------- | ----- | --------------- | ------------- |
| 1.  | 24. September 1989 | Paris   | WTA Tier V | Sand  | Sandra Cecchini | 6:3, 3:6, 4:6 |

### Doppel

#### Turniersiege
| Nr. | Datum     | Turnier | Kategorie  | Belag | Partnerin    | Finalgegnerinnen                  | Ergebnis |
| --- | --------- | ------- | ---------- | ----- | ------------ | --------------------------------- | -------- |
| 1.  | Juli 1989 | Oeiras  | WTA Tier V | Sand  | Iva Budařová | Gabriela Castro Conchita Martínez | 6:2, 6:4 |

#### Finalteilnahmen
| Nr. | Datum      | Turnier       | Kategorie   | Belag | Partnerin        | Siegerinnen                          | Ergebnis |
| --- | ---------- | ------------- | ----------- | ----- | ---------------- | ------------------------------------ | -------- |
| 1.  | April 1990 | Amelia Island | WTA Tier II | Sand  | Andrea Temesvári | Mercedes Paz Arantxa Sánchez Vicario | 6:7, 4:6 |

## Abschneiden bei Grand-Slam-Turnieren

### Einzel
| Turnier         | 1987 | 1988 | 1989 | 1990 | 1991 | 1992 | Karriere |
| --------------- | ---- | ---- | ---- | ---- | ---- | ---- | -------- |
| Australian Open | —    | —    | —    | 1    | 2    | 2    | 2        |
| French Open     | 1    | —    | 1    | 2    | 3    | 1    | 3        |
| Wimbledon       | —    | —    | 1    | 2    | 1    | 1    | 2        |
| US Open         | —    | 2    | AF   | 1    | AF   | —    | AF       |

Zeichenerklärung: S = Turniersieg; F, HF, VF, AF = Einzug ins Finale / Halbfinale / Viertelfinale / Achtelfinale; 1, 2, 3 = Ausscheiden in der 1. / 2. / 3. Hauptrunde; Q1, Q2, Q3 = Ausscheiden in der 1. / 2. / 3. Runde der Qualifikation; n. a. = nicht ausgetragen

### Doppel
| Turnier         | 1987 | 1988 | 1989 | 1990 | 1991 | 1992 | Karriere |
| --------------- | ---- | ---- | ---- | ---- | ---- | ---- | -------- |
| Australian Open | —    | —    | —    | 1    | 1    | 1    | 1        |
| French Open     | 2    | —    | 1    | VF   | 1    | 1    | VF       |
| Wimbledon       | —    | —    | 1    | —    | AF   | 1    | AF       |
| US Open         | —    | —    | 1    | 1    | 1    | —    | 1        |

## Persönliches
Rajchrtová ist mit Petr Korda verheiratet und hat drei Kinder (Jessica, Nelly und Sebastian Korda).